# Бомба (фильм, 1957)
«Бомба» (чеш. Bomba) — чехословацкий фильм 1957 года, дебютный фильм режиссёра Ярослава Балика.

## Сюжет
В маленьком чехословацком городке на стройплощадке рядом с больницей строители обнаруживают неразорвавшуюся авибомбу времён войны. В бригаде строителей, где каждый со своими проблемами, не очень ладившие между собой, в обстановке, когда решается вопрос о жизни и смерти, выявляет истинные качества людей. Одни, струсив, уходят в сторону. Другие идут на риск ради спасения людей. Бомба помогает людям лучше узнать и себя и других.

## В ролях
- Зденек Штепанек — Франтишек Вокач, мастер каменной кладки
- Отто Лакович — Ярда Сейк, бульдозерист
- Светла Амортова — жена Вокача
- Мария Кыселкова — Лида, жена Сейка
- Яна Штепанкова — Анка Черна
- Рудольф Дейл мл. — Прокоп, каменщик
- Властимил Бродский — Зайч, каменщик
- Франтишек Вноучек — Перлешин, каменщик
- Мартин Ружек — Крагулик, каменщик
- Власта Храмостова — Елена, жена Прокопа
- Гермина Войтова — мать Прокопа
- Густав Геверле — Зач, водитель
- Владимир Хубер — перевозчик
- Сватоплук Майер — трактирщик, отец Анки
- Илья Прахарж — врач
- Владимир Грубы — Пепик Чех, констебль ОБ
- Мирослав Зоунар — сапёр, лейтенант ОБ
- Сватоплук Майер — хозяин гостиницы
- Гелена Ружичкова — убегающая пациентка
- Вацлав Ворличек — рабочий на стройплощадке

## Фестивали и награды
- 1958 — 11-й Международный кинофестиваль в Локарно — большое почётное упоминание в конкурсе художественных фильмов